# Kjøllefjord
Kjøllefjord est un port norvégien, escale de l'Hurtigruten, situé au fond du fjord du même nom, dans la municipalité de Lebesby. 

## Personnalités liées à la localité
L'actrice Gørild Mauseth (1972-) y vit.